# Тиккурила
Ти́ккурила (фин. Tikkurila, швед. Dickursby) — район города Вантаа. Расположен вдоль главной железнодорожной линии на северном берегу Кераванйоки. Находится примерно в 16 километрах севернее центра Хельсинки.
В связи с близким расположением к аэропорту Хельсинки-Вантаа железнодорожная станция Тиккурила является третьей по загруженности в Финляндии.
Тиккурила — бывший город.
Тиккурила известна лакокрасочным производством (марка «Tikkurila»), а также научно-техническим парком-выставкой для детей и взрослых «Эврика» (Heureka), где выставлено большое количество моделей, представляющих достижения современной науки и техники.
Получил своё название благодаря старинной мере меновой стоимости — тиккури, равной 10 беличьим шкуркам.